# ASCII Media Works
ASCII Media Works (アスキー・メディアワークス, Asukī Media Wākusu), abans anomenada ASCII Media Works, Inc. (株式会社アスキー・メディアワークス, Kabushiki gaisha Asukī Media Wākusu), és una editorial japonesa i una companyia que forma part de Kadokawa Corporation amb seu principal a Nishi-Shinjuku, Shinjuku (Tòquio), Japó. Originalment es va formar l'1 d'abril de 2008 com a resultat d'una fusió entre ASCII Corporation i MediaWorks en la qual MediaWorks absorbí legalment ASCII Corporation.
Les seues publicacions (llibres i revistes) tracten coses com el modelisme de plàstic, les tecnologies de la informació i la comunicació (com la revista Monthly ASCII), videojocs, manga i hobbies. Publica llibres baix el segell editorial Dengeki. Les revistes sobre manga, videojocs i hobbies són: Dengeki PlayStation (videojocs), Monthly Comic Dengeki Daioh(manga) i Dengeki Hobby (modelisme). També publica manga i guies de mecha de Gundam.

## Història
L'1 d'abril de 2008 va aparèixer ASCII Media Works fruit de la fusió entre ASCII Corporation i MediaWorks. Es va considerar el 2007 unir Enterbrain (una companyia que també forma part de Kadokawa Corporation) amb ASCII Media Works i finalment es rebutjà la idea.
Una revista d'aquesta empresa, Dengeki G's Magazine va col·laborar amb la productora d'anime Aniplex el 22012 per a crear un anime.
ASCII Media Works es convertí en una divisió interna de Kadokawa Corporation l'1 d'octubre de 2013.
Des del 2015 fins al 2018 publicà una revista dirigida a dones anomenada Comic IT.